# Hyobanche
 Hyobanche  ist eine Pflanzengattung in der Familie der Sommerwurzgewächse (Orobanchaceae). Die seit 2018 acht Arten sind im südlichen Afrika verbreitet.

## Beschreibung und Ökologie
Hyobanche-Arten sind holoparasitischen Pflanzen.
Die Pflanze an sich breitet sich  in Form von unterirdischen Rhizomen aus, von der Pflanze selber sieht man in der Regel nur den Blütenstand. Dieser kann, aufgrund der Länge der Rhizome, einen beträchtlicher Abstand zum tatsächlichen Wirt aufweisen.

## Vorkommen
Die Areale liegen im Südlichen Afrika.
Hyobanche-Arten besiedeln eine Vielzahl von Lebensräumen, die von den Küstensanddünen zu den Wüsten der Karoo und den Halbwüsten des  Namaqualands, zu den Gebirgsregionen der Drakensberge und zu den Wiesen von Lesotho reichen.

## Systematik
Die Gattung Hyobanche wurde 1771 durch Carl von Linné in Carl von Linné, L. Salvius, J. Banks: Mantissa plantarum altera. Salvius, Stockholm, S. 444 aufgestellt.
Es gibt seit 2018 acht Hyobanche-Arten:
- Hyobanche atropurpurea Bolus: Sie kommt in den südafrikanischen Provinzen Nord- sowie Westkap vor.[4]
- Hyobanche barklyi N.E.Br.: Sie kommt in Namibia und in der südafrikanischen Provinz Nordkap vor.[4]
- Hyobanche fulleri E.Phillips: Dieser Endemit gedeiht nur an der Küste von Durban bis Port Shepstone in KwaZulu-Natal. Die Bestände nehmen fortlaufend ab.[4]
- Hyobanche hanekomii A.Wolfe: Sie wurde 2018 erstbeschrieben. Dieser Endemit gedeiht nur in den Cape Fold Bergen von Citrusdal bis in die Nähe von Van Rhynsdorp im Westkap.[2]
- Hyobanche robusta Schönland: Dieser Endemit gedeiht nur an der Küste von Oyster Bay bis Kenton On Sea im Ostkap. Es sind nur fünf Fundorte bekannt und die Bestände sind durch invasive Pflanzenarten gefährdet.[4]
- Hyobanche rubra N.E.Br. (Syn.: Hyobanche calvescens Gand., Hyobanche glabrata Hiern):[3] Sie ist in Lesotho und in den südafrikanischen Provinzen West-, Nord- sowie Ostkap relativ weit verbreitet.[4][1][3]
- Hyobanche sanguinea L. (Syn.: Hyobanche coccinea L. ex Steud.):[3] Sie hat die weiteste Verbreitung innerhalb der Gattung in Lesotho, Eswatini und in den südafrikanischen Provinzen Ost-, Nord-, Westkap sowie Free State.[4][1]
- Hyobanche thinophila A.Wolfe: Sie wurde 2013 erstbeschrieben. Sie gedeiht nur an der Küste von Kap Agulhas bis zur Atlantikküste im Westkap.[1]

## Bilder
Hyobanche sanguinea in Namaqualand, Südafrika:

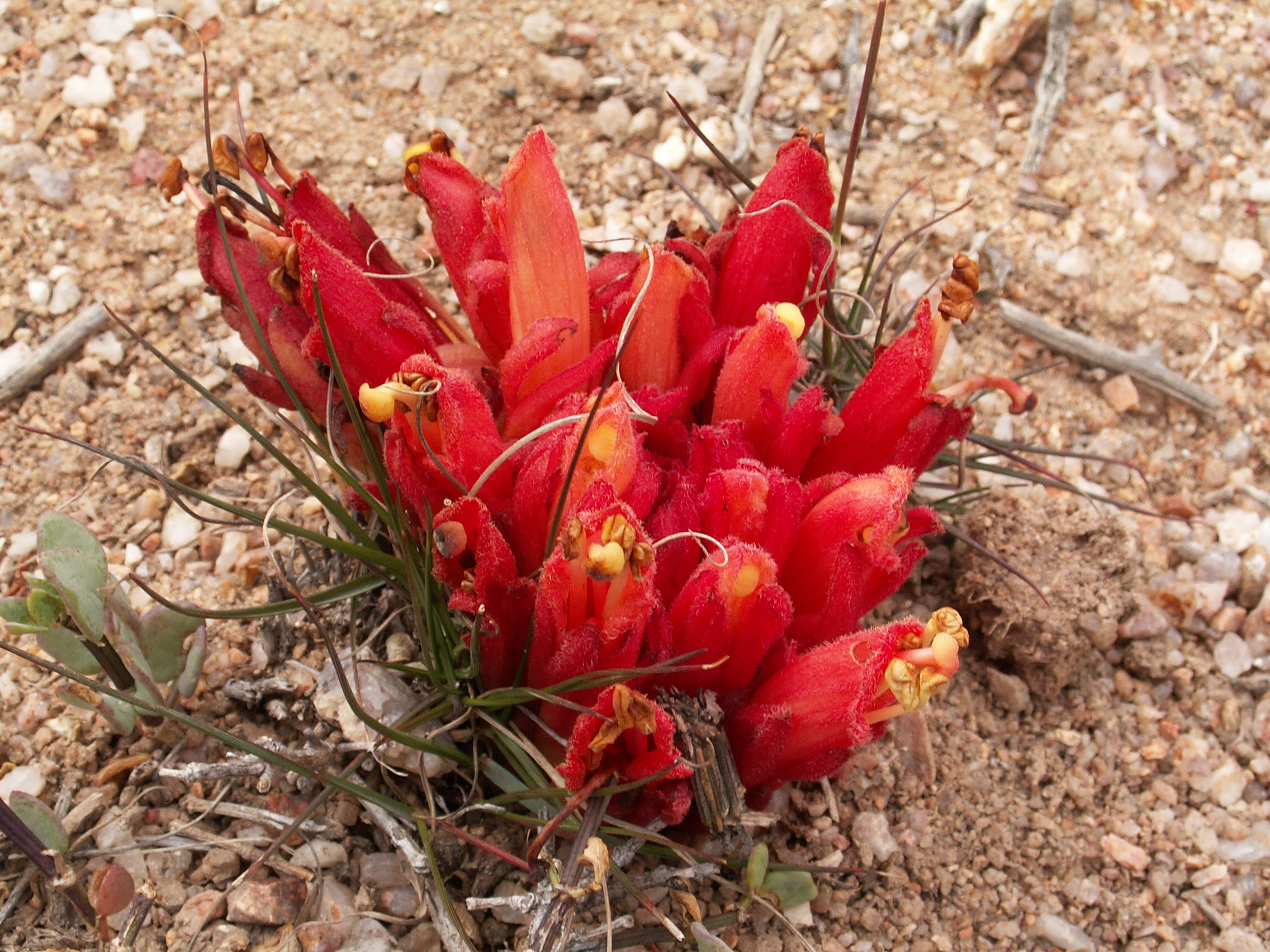
Hyobanche sanguinea, Richtersveld
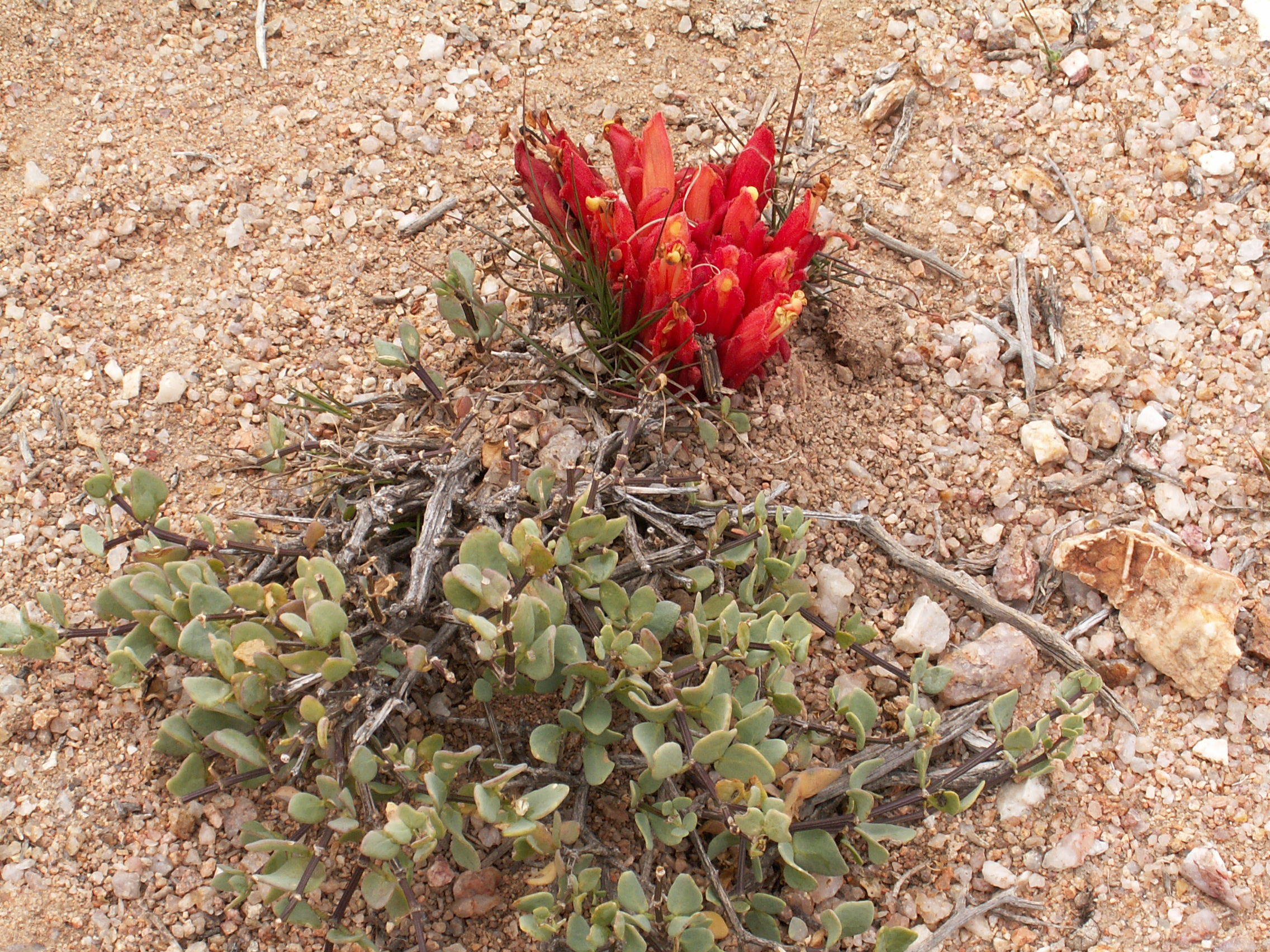
Hyobanche sanguinea, Richtersveld
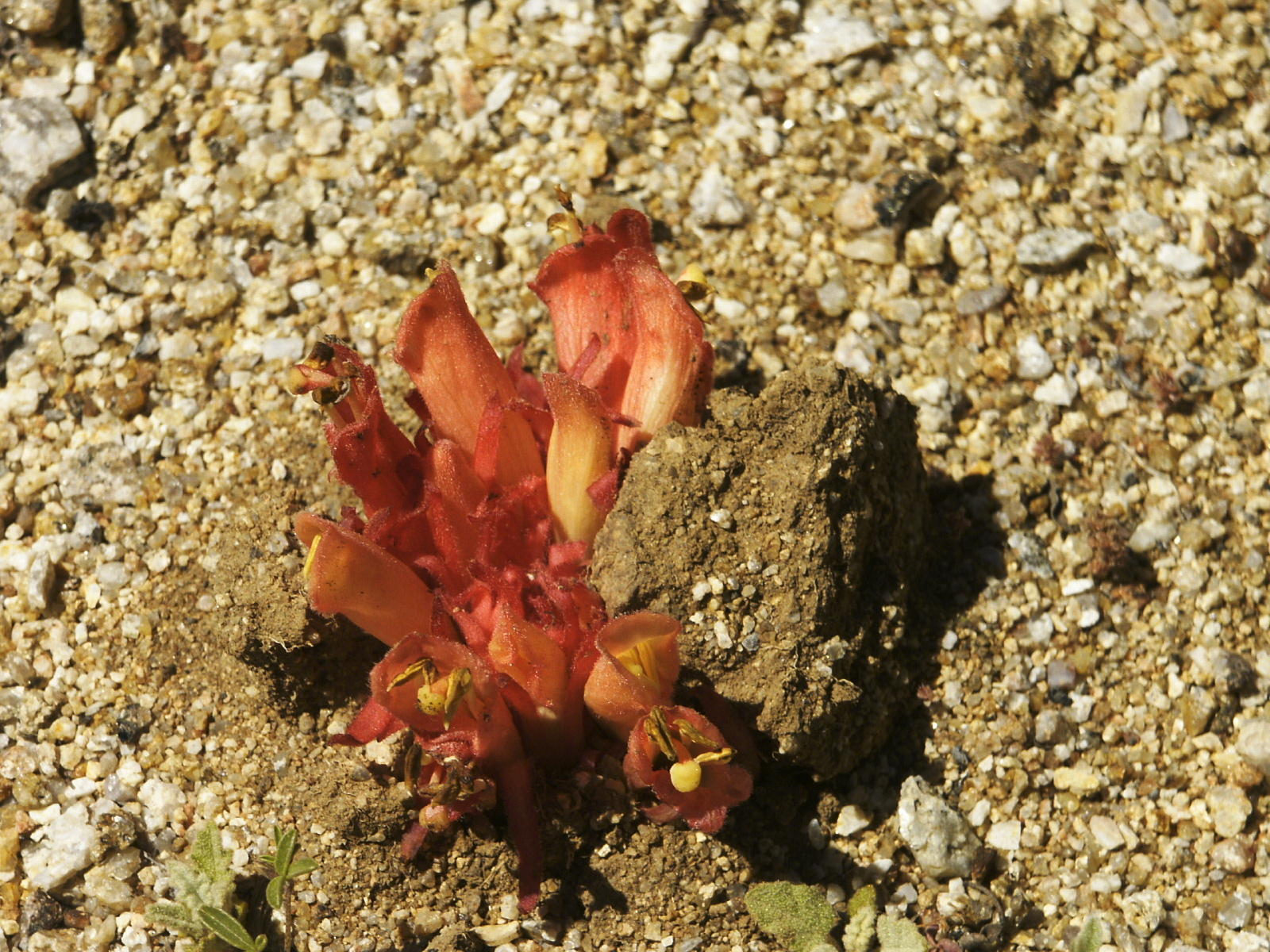
Hyobanche sanguinea, Goegap N.R., Namaqualand, nördliches Kap, Südafrika